# Dorsal africano antártica
La dorsal Africano antártica es un tramo de dorsal oceánica que se encuentra en el océano Índico. Es el extremo meridional de la dorsal del Atlántico sur y recorre el fondo del océano en dirección noreste hasta unirse a la dorsal del Índico occidental. Va aproximadamente desde la isla de Bouvet 54°24′S 03°21′E / -54.400, 3.350 y la Isla del Príncipe Eduardo 46°46′23″S 037°51′09″E / -46.77306, 37.85250.
- Datos: Q5813649